# Đỗ Thị Việt Hà
Đỗ Thị Việt Hà (sinh ngày 29 tháng 7 năm 1978) là nữ luật gia, Đại biểu Quốc hội nước Cộng hòa xã hội chủ nghĩa Việt Nam. Bà hiện là Tỉnh ủy viên, Bí thư Đảng ủy, Giám đốc Sở Tư pháp tỉnh Bắc Giang, Đại biểu Quốc hội khóa XV từ Bắc Giang, Ủy viên của Ban Chấp hành Hội Liên hiệp Phụ nữ tỉnh Bắc Giang và Ban Chấp hành Công đoàn Viên chức tỉnh Bắc Giang.
Đỗ Thị Việt Hà là đảng viên Đảng Cộng sản Việt Nam, học vị Thạc sĩ Luật học, Cao cấp lý luận chính trị. Bà có sự nghiệp đều công tác ở ngành tư pháp tỉnh Bắc Giang.

## Xuất thân và giáo dục
Đỗ Thị Việt Hà sinh ngày 29 tháng 7 năm 1978 tại phường Ngô Quyền, thành phố Bắc Giang, tỉnh Bắc Giang, quê quán xã Danh Thắng, huyện Hiệp Hòa, tỉnh Bắc Giang. Bà lớn lên và tốt nghiệp phổ thông ở Bắc Giang, thi đại học và đỗ Trường Đại học Luật Hà Nội vào năm 1996, lên thủ đô học tập và tốt nghiệp Cử nhân Luật, sau đó tiếp tục học cao học và nhận bằng Thạc sĩ Luật học. Bà được kết nạp Đảng Cộng sản Việt Nam vào ngày 6 tháng 1 năm 2009, trở thành đảng viên chính thức sau đó 1 năm, từng theo học các khóa chính trị ở Học viện Chính trị Quốc gia Hồ Chí Minh từ tháng 10 năm 2012 đến tháng 6 năm 2013 và tốt nghiệp Cao cấp lý luận chính trị. Hiện bà thường trú ở phường Ngô Quyền, thành phố Bắc Giang.

## Sự nghiệp
Tháng 8 năm 2001, sau khi tốt nghiệp trường Luật Hà Nội, Đỗ Thị Việt Hà trở về Bắc Giang, được tuyển dụng công chức vào Ủy ban nhân dân tỉnh Bắc Giang, phân công làm chuyên viên Sở Tư pháp tỉnh Bắc Giang. Trong 10 năm đầu 2001–10, bà là chuyên viên của các phòng như Phòng Văn bản – Phổ biến giáo dục pháp luật, Phòng Xây dựng và kiểm tra văn bản quy phạm pháp luật, và Phòng Xây dựng và thi hành văn bản quy phạm pháp luật. Tháng 8 năm 2010, bà nhậm chức Phó Trưởng phòng Xây dựng và thi hành văn bản quy phạm pháp luật, thăng chức Trưởng phòng vào tháng 12 năm 2011. Sau 1 nhiệm kỳ giữ chức vụ này, vào tháng 1 năm 2016, bà được bổ nhiệm làm Phó Giám đốc Sở Tư pháp Bắc Giang, bên cạnh đó về công tác Đảng thì nhậm chức Phó Bí thư Đảng ủy, Chủ nhiệm Ủy ban Kiểm tra Đảng ủy Sở, Chủ tịch Công đoàn Sở, và còn là Ủy viên Ban Chấp hành Hội Liên hiệp Phụ nữ tỉnh Bắc Giang, Ủy viên Ban Chấp hành Công đoàn viên chức tỉnh Bắc Giang.
Tháng 12 năm 2019, Đỗ Thị Việt Hà nhậm chức Bí thư Đảng ủy, Giám đốc Sở Tư pháp Bắc Giang, được bầu bổ sung vào Ban Chấp hành Đảng bộ tỉnh, rồi tái đắc cử là Tỉnh ủy viên tại Đại hội Đảng bộ tỉnh Bắc Giang lần thứ XIX, nhiệm kỳ 2020–2025. Năm 2021, với sự giới thiệu của Ủy ban Mặt trận Tổ quốc tỉnh, bà tham gia ứng cử đại biểu Quốc hội từ Bắc Giang, bầu cử ở đơn vị bầu cử số 2 gồm thành phố Bắc Giang, huyện Yên Thế, Lạng Giang, Yên Dũng, rồi trúng cử Đại biểu Quốc hội khóa XV với tỷ lệ 70,33%.